# Castor (műhold)
A Castor francia geodéziai műhold, a Castor és Pollux műholdpáros egyik tagja.

## A küldetés
Fő cél volt a Föld felső légkörének vizsgálata. Egy hordozórakétával két műholdat (Castor és Pollux) állítottak pályára.

## Jellemzői
Gyártotta a Société Nationale Industrielle Aérospatiale, üzemeltette a Francia Űrügynökség (CNES). Egy hordozórakétával 7 műholdat állítottak pályára.
Megnevezései: Castor; Diamond (D-5B); COSPAR: 1975-039B; Kódszáma: 7802.
1975. május 17-én a Guyana Űrközpontból egy Diamant (BP.4) hordozórakéta juttatta magas Föld körüli pályára (HEO = High-Earth Orbit). Az orbitális egység pályája 100,1 perces, 30 fokos hajlásszögű, elliptikus pálya perigeuma 272 kilométer, az apogeuma 1268 kilométer volt.
Egy tengelyesen (egy kijelölt tengely körüli forgással) spinstabilizált űreszköz. Alakja poliéder. Az űreszköz felületét napelemek borították, éjszakai (földárnyék) energia ellátását ezüst-cink akkumulátorok biztosították.

### Berendezései
1. CACTUS (Capteur Accelerometrique Capacitif Triaxial Ultra Sensible) ultraérzékeny kapacitív gyorsulásérzékelő,
2. 26 lézer reflektorral ellátott (optikai, lézeres és radar mérések, számítások segítésére),
3. optikai érzékelő kamera,

1979. február 18-án 1373 nap (3,76 év) után belépett a légkörbe és megsemmisült.

## Külső hivatkozások
- Castor. lib.cas.cz. [2013. október 13-i dátummal az eredetiből archiválva]. (Hozzáférés: 2014. február 8.)